# Институт по роботика „Свети апостол и евангелист Матей“
Институтът по роботика „Свети апостол и евангелист Матей“ (ИР – БАН) е български научен институт със седалище в София, част от Българската академия на науките.
Създаден е през 2010 година като Институт по системно инженерство и роботика със сливането на дотогавашните Институт по управление и системни изследвания и Централна лаборатория по мехатроника и приборостроене. Институтът включва шест секции:
- „Сензори и измервателни технологии в роботиката и мехатрониката“
- „Интерактивна роботика и системи за управление“
- „Мехатронни био/технологични системи“
- „Роботизирани и мехатронни интелигентни системи“
- „Медицинска роботика“
- „Управление на роботи и мехатронни системи“